# Monumentos en el límite entre Asia y Europa
Los monumentos en el límite entre Asia y Europa son los diversos puntos de referencia aproximados, mas no exactos, que marcan el límite entre Asia y Europa. Según la convención más aceptada, el límite entre los dos continentes corre a través de los montes Urales, el río Ural, la cordillera del Cáucaso, el mar Negro, el mar Caspio, el estrecho del Bósforo, el mar de Mármara y el estrecho de los Dardanelos.
Estos puntos de referencia pueden estar indicados por mojones, hitos, esculturas o monumentos. A continuación se describen los más interesantes, comenzando por el norte y divididos por el accidente geográfico correspondiente:

## En los montes Urales
- 4 km al este de la localidad de Promysla (krai de Perm), un obelisco de color blanco con dos leones alados a cada lado. Bajo cada león se encuentra el nombre del continente respectivo.[1] (58°33′40″N 59°13′48″E / 58.56111, 59.23000)
- Monumento Europa-Asia: está ubicado 5 km al sudeste de la ciudad de Pervouralsk, en el óblast de Sverdlovsk, junto a la carretera que une Pervouralsk con Ekaterimburgo; es el mayor de su tipo. Se trata de una columna de 30 m de altura, en mármol rojo, apoyada en un podio de concreto y coronada por una escultura del águila bicéfala rusa en bronce.[2] (56°52′13″N 60°02′52″E / 56.87028, 60.04778)
- A las afueras de Ekaterimburgo, 20 km al este del monumento anterior y 17 km al oeste del centro de esta ciudad, emplazada en la autovía a Kazán (P242), se encuentra una escultura de 1,80 m de altura, que asemeja a la torre Eiffel por medio de unas letras A y E estilizadas. Fue erigido el 20 de agosto de 2004, aunque 3 km al este de su actual emplazamiento y posteriormente desplazado al no considerarse correcta su ubicación. La escultura está apoyada en un podio construido con dos rocas de color negro de diferente procedencia: la ubicada al oeste y que corresponde a Europa proviene del cabo de la Roca en Portugal, el punto más occidental de Europa continental, y la ubicada al este y que representa a Asia, del cabo Dezhnev, el punto más oriental de Asia.[3][4] (56°49′55″N 60°21′02″E / 56.83194, 60.35056)
- En la carretera M5, entre Cheliábinsk y Ufá, 10 km al sur de la localidad de Zlatoust. Obelisco metálico culminado con una estrella en un círculo, y apoyado en un pedestal de piedra.[5] (55°01′05″N 59°44′05″E / 55.01806, 59.73472)

## Galería

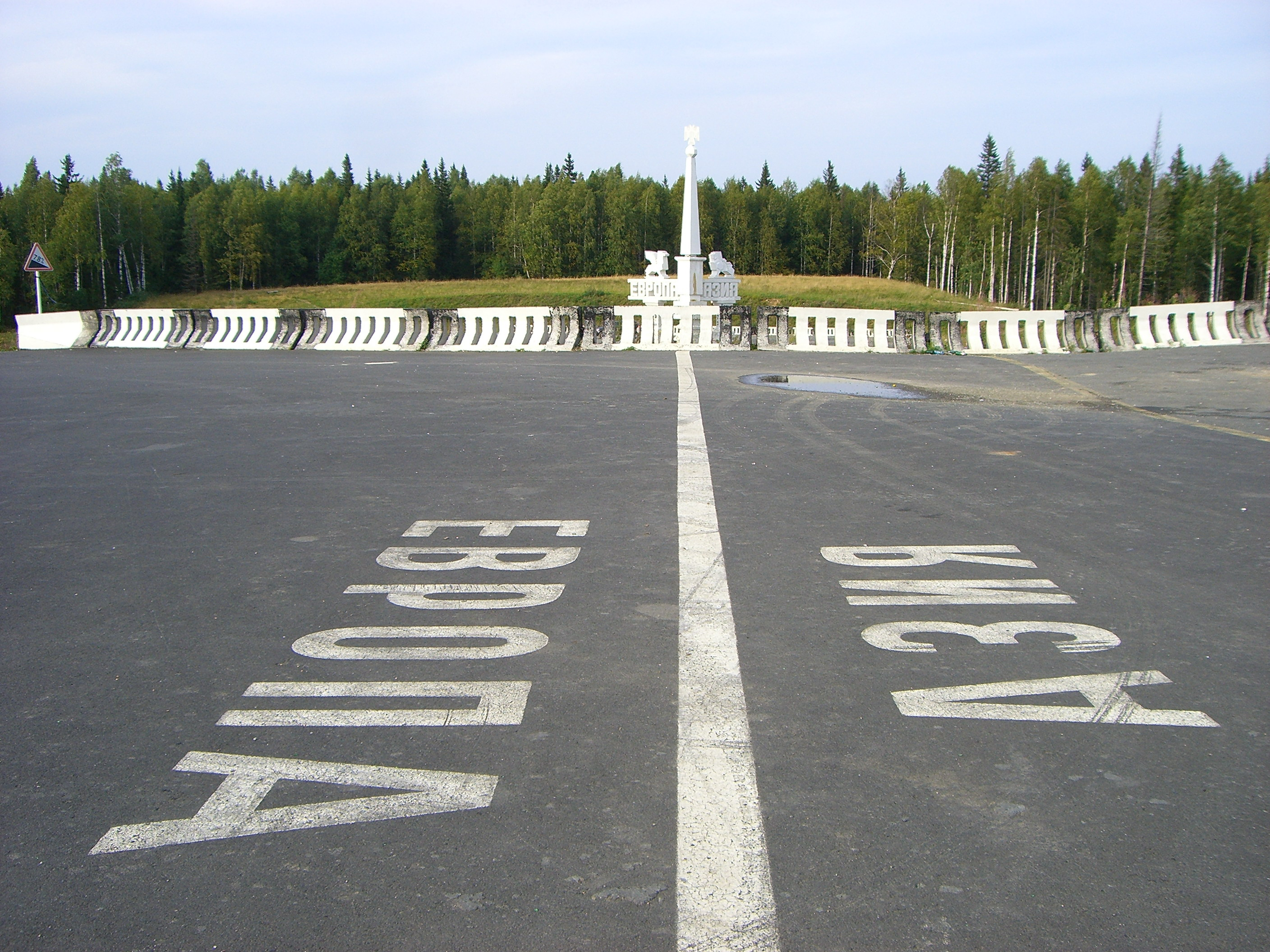
Obelisco de color blanco con dos leones alados a cada lado.
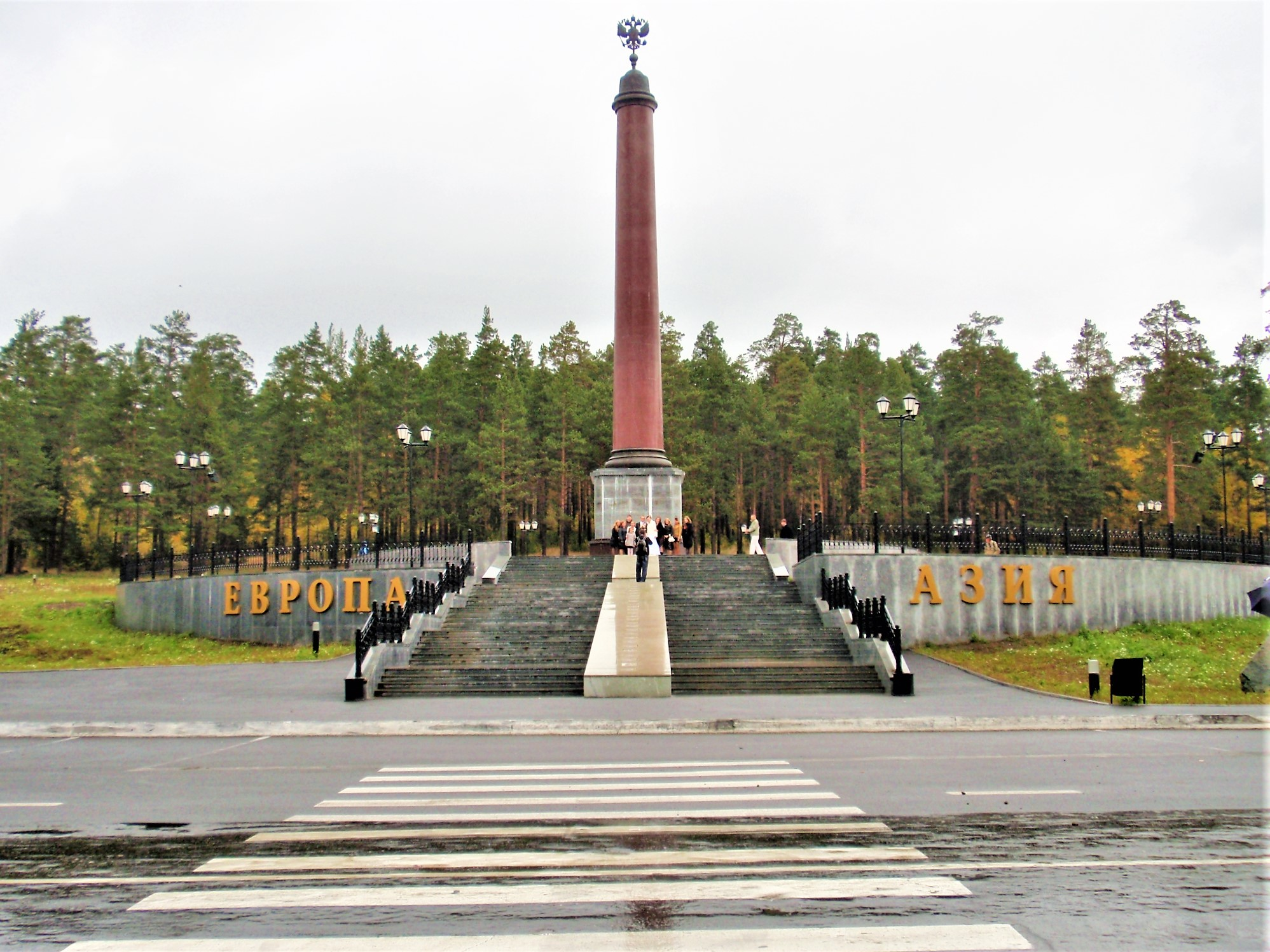
Monumento Europa-Asia: columna de 30 m de alto, en mármol rojo con un podio de concreto y coronada por una águila bicéfala rusa en bronce.
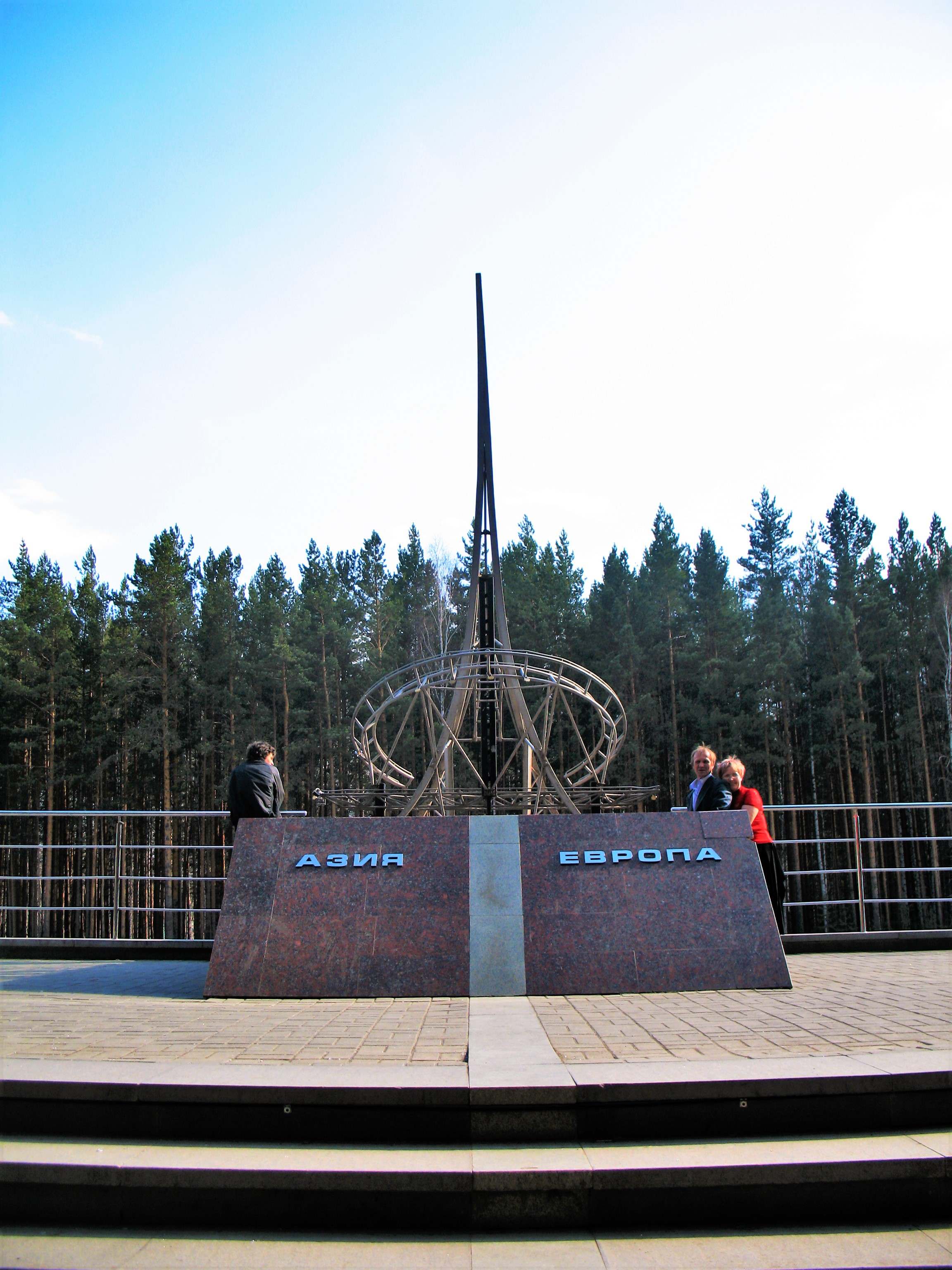
Monumento de 1,80 m de altura, que asemeja a la torre Eiffel por medio de unas letras A y E estilizadas.